# Бакеика
Бакеика (на гръцки: Μπακαίικα) е село в Гърция, Егейска Македония, в дем Кукуш, област Централна Македония. Разположено е югоизточно от Кукуш (Килкис).

## География
Бакеика се намира на височина 60 m, на границата на Кукушко и Солунско, между реката Галик (Галикос) на изток Горчивото езеро (Пикролимни) на запад. Отстои на 24 km югозападно от Кукуш и на 29 km северозападно от Солун.
На югозапад и на брега на езерото са термалните бани, чиято основна характеристика е черната кал (естествена солена глина). Има групови и индивидуални басейни, като се комбинират хидротерапевтични методи и лечение с кал.

## История
На северозапад от селището и до езерото, на хълма Кардица е открито праисторическо селище с разпръснати керамични съдове по повърхността му. На юг и на разстояние 750 m западно от пътя Наръш (Неа Филаделфия) - Хаджилар (Ксилокератия), в местността Архонди Тумба също е открито праисторическо селище, а в горната част на могилата акведукт с изобилие от керамични съдове по повърхността. Това вероятно са останките от античния град Клите (Κλίται).
Бакеика официално става самостоятелно селище в 1961 година като част от община Хаджилар. Според програмата „Каликратис“ заедно с Хаджилар и Гьолбаш (Пикролимни) е част от демова секция Хаджилар, демова единица Горчиво езеро на дем Кукуш и според преброяването от 2011 година има население от 25 жители.
Селото традиционно се занимава със скотовъдство.
| Година    | 1913 | 1920 | 1928 | 1940 | 1951 | 1961 | 1971 | 1981 | 1991 | 2001 | 2011 | 2021 |
| --------- | ---- | ---- | ---- | ---- | ---- | ---- | ---- | ---- | ---- | ---- | ---- | ---- |
| Население |      |      |      |      |      | 82   | 74   | 68   | 53   | 45   | 25   | 10   |